# Garcinia riparia
Garcinia riparia är en tvåhjärtbladig växtart som beskrevs av Albert Charles Smith. Garcinia riparia ingår i släktet Garcinia och familjen Clusiaceae. Inga underarter finns listade i Catalogue of Life.